# Lomoviejo
Lomoviejo es un municipio de España, en la provincia de Valladolid, comunidad autónoma de Castilla y León. Tiene una superficie de 27,57 km² con una población de 161 habitantes (2024) y una densidad de 7,15 hab./km² (2012).

## Geografía
Lomoviejo se encuentra a 18 kilómetros de la villa de Medina del Campo y a unos aproximadamente 72 kilómetros de la capital, Valladolid.

## Geografía humana

### Demografía
Cuenta con una población de 161 habitantes (INE 2024).
| Gráfica de evolución demográfica de Lomoviejo entre 1842 y 2021                                                       |
| |
| Población de derecho según los censos de población del INE. Población de hecho según los censos de población del INE. |

## Monumentos y lugares de interés
Iglesia de Nuestra Señora de la Asunción Este templo se construyó a finales del siglo XV principios de XVI. Todavía se conservan pinturas del siglo XV.
Lomoviejo poseía una ermita de la que todavía se conserva una pared.
También posee diversas fuentes, estas fuentes servían algunas de abastecimiento, otras para el lavado de vestimentas etc.

## Cultura

### Fiestas

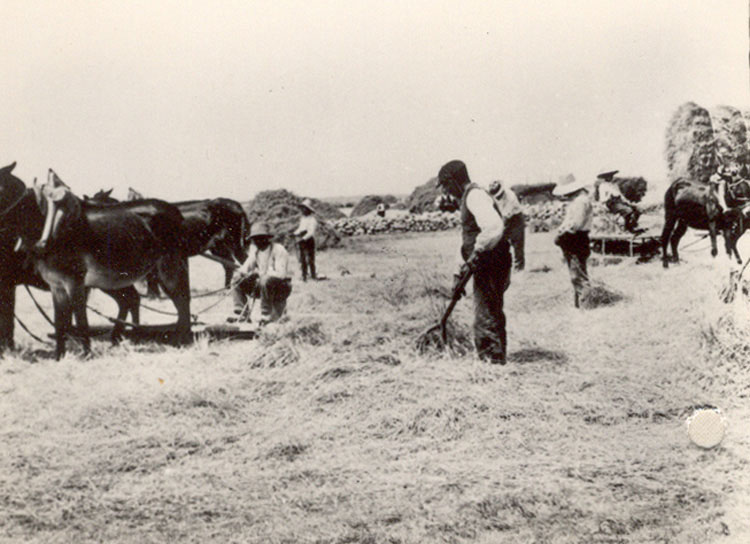
Recolección en el campo, mitad aprox.

Las fiestas patronales de Lomoviejo se celebran el 1.er Domingo de Octubre y en diciembre es típico celebrar las fiestas de los santos inocentes en la que los mozos del pueblo (jóvenes solteros) piden un aguinaldo para pagar las fiestas.[cita requerida]

### Gastronomía
Lomoviejo destaca por su "apodo", "Lomoviejo, la costa del torrezno . Su origen están en una tapa de torreznos, que tenía bar del pueblo,  allá por los años 70 y 80, junto a la tapa que ofrecía este bar, el bar del "Uche", se realizó una publicidad, un cartel que decíar:  "Lomoviejo, la costa del torrezno, cartel que con el paso del tiempo se ha convertido en una emblema del pueblo, muy querido y apreciado por sus habitantes. Actualmente, encontrar torreznos en los establecimientos públicos ya no es lo habitual, y si los hay, ahora ya no son un elemento distinto y diferenciador, ya que son los mismos que se puedes encontrar en cualquier supermercado, o bar de cualquier parte de España...